# Ponykowyzja
Ponykowyzja (ukrainisch Пониковиця; russisch Пониковица/Ponikowiza, polnisch Ponikowica) ist ein Dorf in der westukrainischen Oblast Lwiw.
Es gehört verwaltungstechnisch zur Stadtgemeinde Brody, bis 2020 bildete Ponykowyzja zusammen mit den Dörfern Hluschyn (Глушин), Holoskowytschi (Голосковичі), Kowpyn Stawok (Ковпин Ставок), Kossarschtschyna (Косарщина) und Suchodoly (Суходоли) die gleichnamige Landratsgemeinde südwestlich des ehemaligen Rajonzentrum Brody im Rajon Brody. Dieses liegt etwa 8 Kilometer nordwestlich, das Oblastzentrum Lemberg liegt etwa 90 Kilometer westlich des Dorfes, durch das Dorf fließt der Unterlauf des Styr, welcher hier in einem kleinen Stausee angestaut wird.
Der Ort wurde 1511 zum ersten Mal erwähnt und lag damals in der Adelsrepublik Polen-Litauen, ab 1772 gehörte er bis 1918 zum österreichischen Galizien, kam nach dem Ende des Ersten Weltkrieges zu Polen (in die Woiwodschaft Lwów, Powiat Brody, Gmina Ponikowica), wurde im Zweiten Weltkrieg von September 1939 bis Sommer 1941 von der Sowjetunion, danach bis 1944 von Deutschland besetzt. Seit 1944 ist er ein Teil der Ukrainischen SSR und ist seit 1991 ein Teil der heutigen Ukraine.
Im Januar 1940 wurde der Ort zum Rajonzentrum des Rajons Ponykowyzja, nach Unterbrechung durch die deutsche Besatzung wurde der Rajon 1944 wieder neu errichtet, 1946 aber nach der Verlegung des Hauptortes nach Sabolotzi in Rajon Sabolotzi umbenannt.